# 博德冰原島峰
72°30′S 75°7′E / 72.500°S 75.117°E
博德冰原島峰是南極洲的冰原島峰，位於伊麗莎白公主地，屬於格羅夫山脈的一部分，處於哈丁山以北37公里，該山峰根據澳大利亞探險隊拍攝的空中照片被繪入地圖，以莫森站的氣象觀測員命名。